# Aohanga River
Der Aohanga River ist ein Fluss in der Region Manawatū-Whanganui auf der Nordinsel von Neuseeland.

## Umbenennung
Der Fluss wurde früher Owahanga River genannt und bekam seinen neuen Namen durch die Umbenennung am 7. März 2023. Aohanga River ist seitdem der offizielle Name des Flusses.

## Geographie
Der Aohanga River entspringt auf einer Höhe von rund 400 m, rund 11 km südsüdwestlich des kleinen Dorfes Pongaroa und rund 10,5 km südöstlich der Puketoi Range. Der Fluss ändert von seinem Quellgebiet aus mehrfach seine bevorzugte Flussrichtung. Von zunächst nordwestlicher Richtung wechselt der Aohanga River mit einem Knick nach Nordosten, dann mit einem Knick nach Ostsüdosten, gefolgt von einem weiten Bogen wieder in nordöstliche Richtung, um dann in Mäanderform seine bevorzugte Flussrichtung bis zur Mündung in den Pazifischen Ozean nach Südosten auszurichten. Zwischen der kleinen Siedlung Owahanga und dem Owahanga Hill mündet der Aohanga River schließlich nach rund 57 km Flussverlauf in den Ozean.
Einziger Nebenfluss des Aohanga River ist der Pongaroa River, der nach rund einem Drittel des Flussverlaufes des Aohanga River von Norden kommend seine Wässer zuträgt; alle anderen Zuflüsse sind Streams und damit wesentlich kleiner. Oberhalb der Einmündung des Pongaroa River bildet der Aohanga die Mangatiti Falls.